# Íñigo Cervantes Huegun
Íñigo Cervantes Huegun (Irun, 30 november 1989) is een Spaanse tennisser. Hij heeft nog geen ATP-toernooi gewonnen, maar deed wel al mee aan grandslamtoernooien. Ook heeft hij zes challengers in het enkelspel en vijf challengers in het dubbelspel op zijn naam staan. In 2015 maakte Cervantes een sterke ontwikkeling door op de wereldranglijst nadat hij in de voorgaande jaren gevloerd was door blessures. Hij sloot het jaar af met de winst op de Challenger Tour Finals en behaalde hier zijn hoogste ranking tot nu toe (72).

## Palmares

### Palmares enkelspel
| Nr.                  | Datum             | Toernooi       | Ondergrond | Tegenstander in finale      | Score            | Details |
| -------------------- | ----------------- | -------------- | ---------- | --------------------------- | ---------------- | ------- |
| Gewonnen challengers |                   |                |            |                             |                  |         |
| 1.                   | 27 juli 2009      | Saransk        | Gravel     | Jonathan Dasnieres de Veigy | 7-5, 6-4         |         |
| 2.                   | 19 september 2011 | Trnava         | Gravel     | Pavol Cervenak              | 6-4, 7-63        |         |
| 3.                   | 3 mei 2015        | Ostrava        | Gravel     | Adam Pavlásek               | 7-6(5), 6-4      |         |
| 4.                   | 31 mei 2015       | Vicenza        | Gravel     | John Millman                | 6-4, 6-2         |         |
| 5.                   | 4 juli 2015       | Marburg        | Gravel     | Nils Langer                 | 2-6, 7-6(3), 6,3 |         |
| 6.                   | 29 november 2015  | Rio de Janeiro | Gravel     | Daniel Muñoz de la Nava     | 6-2, 3-6, 7-6(4) |         |

### Palmares dubbelspel
| Nr.                  | Datum            | Toernooi         | Ondergrond | Partner            | Tegenstanders in finale                     | Score              | Details |
| -------------------- | ---------------- | ---------------- | ---------- | ------------------ | ------------------------------------------- | ------------------ | ------- |
| Verloren finales     |                  |                  |            |                    |                                             |                    |         |
| 1.                   | 14 februari 2016 | ATP Buenos Aires | Gravel     | Paolo Lorenzi      | Juan Sebastián Cabal Robert Farah Maksoud   | 3-6, 0-6           | Details |
| Gewonnen challengers |                  |                  |            |                    |                                             |                    |         |
| 1.                   | 12 maart 2012    | Rabat            | Gravel     | Federico Delbonis  | Martin Kližan Stéphane Robert               | 63-7, 6-1, [10-5]  |         |
| 2.                   | 3 augustus 2014  | Cortina          | Gravel     | Juan Lizariturry   | Hsin-han Lee Vahid Mirzadeh                 | 7-5, 3-6, [10-8]   |         |
| 3.                   | 5 oktober 2015   | Mohammedia       | Gravel     | Mark Vervoort      | Pablo Carreño Busta Roberto Carballés Baena | 3-6, 7-62, [12-10] |         |
| 4.                   | 5 september 2016 | Sevilla          | Gravel     | Oriol Roca Batalla | Ariel Behar Enrique Lopez Perez             | 6-2, 6-5 (RET)     |         |
| 5.                   | 4 september 2017 | Sevilla          | Gravel     | Pedro Cachín       | Ivan Gakhov David Vega Hernandez            | 7-65, 3-6, [10-5]  |         |

## Prestatietabellen
| Legenda | Legenda                          |
| ------- | -------------------------------- |
| g.t.    | geen toernooi gehouden           |
| l.c.    | lagere categorie                 |
| –       | niet deelgenomen                 |
| G       | uitgeschakeld in de groepsfase   |
| 1R      | uitgeschakeld in de eerste ronde |
| 2R      | uitgeschakeld in de tweede ronde |
| 3R      | uitgeschakeld in de derde ronde  |
| 4R      | uitgeschakeld in de vierde ronde |
| KF      | uitgeschakeld in de kwartfinale  |
| HF      | uitgeschakeld in de halve finale |
| F       | de finale verloren               |
| W       | het toernooi gewonnen            |
| w-v     | winst/verlies-balans             |

### Prestatietabel enkelspel
| Grandslamtoernooien   |     |       |        |
| Australian Open       | –   | 1R    | 0-1    |
| Roland Garros         | –   | 1R    | 0-1    |
| Wimbledon             | 2R  | 1R    | 1-2    |
| US Open               | –   | 1R    | 0-1    |
| Winst-verlies         | 1-1 | 0-4   | 1-5    |
| ATP World Tour Finals |     |       |        |
| ATP World Tour Finals | –   | –     | 0-0    |
| ATP Masters 1000      |     |       |        |
| Indian Wells          | –   | 2R    | 1-1    |
| Miami                 | –   | 2R    | 1-1    |
| Monte Carlo           | –   | 1R    | 0-1    |
| Rome                  | –   | 1R    | 0-1    |
| Madrid                | –   | –     | 0-0    |
| Montréal/Toronto      | –   | –     | 0-0    |
| Cincinnati            | –   | –     | 0-0    |
| Shanghai              | –   | –     | 0-0    |
| Parijs                | –   | –     | 0-0    |
| Olympische Spelen     |     |       |        |
| Olympische Spelen     | –   | –     | 0-0    |
| Statistieken          |     |       |        |
| Totaal aantal titels  | 0   | 0     | 0      |
| Totaal winst-verlies  | 2-3 | 13-23 | 17-32  |
| Eindejaarsranking     | 147 | 106   | n.v.t. |

### Prestatietabel dubbelspel
| Grandslamtoernooien   |      |       |
| Australian Open       | –    | 0-0   |
| Roland Garros         | 1R   | 0-1   |
| Wimbledon             | 1R   | 0-0   |
| US Open               | 1R   | 0-0   |
| Winst-verlies         | 0-3  | 0-3   |
| Tennis Masters Cup    |      |       |
| ATP World Tour Finals | –    | 16-14 |
| ATP Masters 1000      |      |       |
| Indian Wells          | –    | 0-0   |
| Miami                 | 1R   | 0-1   |
| Monte Carlo           | –    | 0-0   |
| Madrid                | –    | 0-0   |
| Rome                  | –    | 0-0   |
| Montréal/Toronto      | –    | 0-0   |
| Cincinnati            | –    | 0-0   |
| Shanghai              | –    | 0-0   |
| Parijs                | –    | 0-0   |
| Olympische Spelen     |      |       |
| Olympische Spelen     | –    | 0-0   |
| Statistieken          |      |       |
| Totaal aantal titels  | 0    | 0     |
| Totaal winst-verlies  | 6-11 | 7-15  |
| Eindejaarsranking     | 126  |       |